# Denis Krivoshlykov
Denis Ivanovich Krivoshlykov (Ruso: Денис Иванович Кривошлыков) (Moscú, 10 de mayo de 1971) es un exjugador de balonmano ruso que jugaba de extremo derecho. Fue uno de los componentes de la Selección de balonmano de Rusia con la que disputó 280 partidos internacionales en los que ha anotó un total de 448 goles.

## Equipos
- CSKA Moscú (-2000)
- Ademar León (2000-2012)

## Palmarés
- Liga de Rusia 1994, 1995, 2000
- Liga ASOBAL 2001
- Copa del Rey 2002
- Recopa de Europa 2005
- Copa ASOBAL 2008

## Méritos y distinciones
- Mejor extremo derecho del Campeonato Europeo de Balonmano de 2002